# Zampa (Hérold)
Zampa ou La fiancée de marbre (deutsch: Zampa oder Die Marmorbraut) ist eine Opéra-comique in drei Akten von Ferdinand Hérold auf ein Libretto von Mélesville. Die Uraufführung fand am 3. Mai 1831 zur Wiedereröffnung der Opéra-Comique in Paris statt.

## Handlung

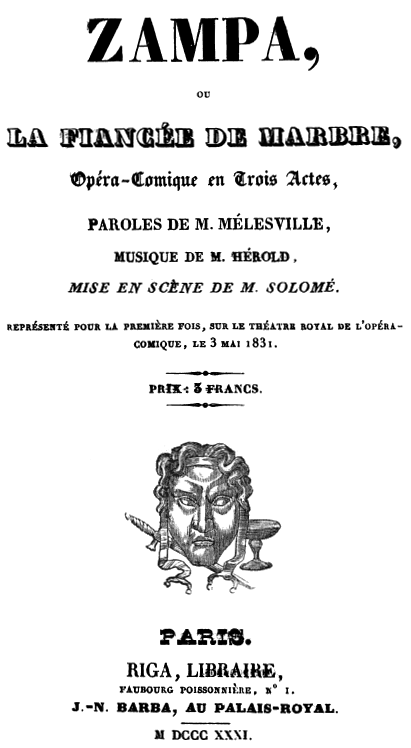
Titelblatt des Librettos, Paris 1831

Die Handlung spielt im 16. Jahrhundert in der Nähe von Melazzo auf Sizilien. Der Pirat Zampa hatte vor Jahren dem frommen Mädchen Alice di Manfredi die Ehe versprochen, es dann aber verlassen. Alices hat sich später der Graf von Lugano angenommen. Nachdem sie vor Gram gestorben war, hat Lugano ein Marmorstandbild von ihr errichten lassen, das wie ein Heiligenbild verehrt wird. Als Luganos Tochter Camille im Begriff ist, ihren Wunschpartner Alphonse de Monza zu heiraten, erscheint Zampa und fordert ihre Hand. Nach langem Zögern willigt Camille, deren Vater sich in Zampas Hand befindet, ein, doch während der Hochzeitsfeierlichkeiten greift die lebendig gewordene Marmorstatue Alices ein und fordert Gerechtigkeit: Zampa wird in die Unterwelt verbannt, und Camille kann Alphonse heiraten.

### Erster Akt
Im reich geschmückten Schlosssaal trifft Camille, die Tochter des Grafen von Lugano, mit ihrer Dienerin Ritta und weiterem Gefolge die Vorbereitungen zu ihrer Hochzeit mit dem Offizier Alphonse de Monza. Im Saal steht neben anderen Statuen auch diejenige von Alice. Der sehnsüchtig erwartete Bräutigam Alphonse kommt fröhlich mit seinen Freunden hinzu. Ritta berichtet, dass der gefürchtete Pirat Zampa gefangen wurde, dem sie die Schuld am Tod ihres Mannes Daniel Capuzzi gibt. Der Graf musste aus diesem Grund kurzfristig abreisen. Ritta schlägt vor, zu ihrer Schutzpatronin Alice Manfredi zu beten, dass er rechtzeitig zur Trauung zurückkehren werde. Alphonse fällt dieser Name auf, und er lässt sich die Geschichte des Mädchens erzählen. Anschließend gesteht er, dass Zampa sein jüngerer Bruder ist, den er aber bereits seit frühester Kindheit nicht mehr gesehen habe. Er sei auch die Ursache für seine eigene Armut und für das Unglück seines Vaters, der seine Heimat verlassen musste und schließlich in den Gefängnissen der spanischen Inquisition gestorben war. Alphonse wird zu seinen Kameraden gerufen und verabschiedet sich.
Während Camille und Ritta die Hochzeitsvorbereitungen fortsetzen, erscheint der völlig verstörte Diener Dandolo. Er war auf dem Weg nach Melazzo, um den Pfarrer zu holen, als er von Banditen überfallen wurde. Dandolo konnte gerade noch fliehen. Da kommt auch schon Zampa selbst in den Saal. Er ist aus der Gefangenschaft entkommen und erklärt den Anwesenden, dass die Hochzeit nicht stattfinden könne. Seinen Namen Zampa nennt er dabei nicht. Alle halten ihn vorerst für einen unbekannten Räuber. Er übergibt Camille einen Brief ihres Vaters, der von ihm gefangen genommen wurde und nun als Geisel gehalten wird. Nachdem Camille und Ritta gegangen sind, beauftragt Zampa Dandolo, Zimmer und Speisen für sich und seine zwanzig Gefährten vorzubereiten. Anschließend ruft er seinen Bootsmann Daniel (Rittas totgeglaubten Ehemann) herein, der zuvor dafür gesorgt hatte, dass Alphonse unter einem Vorwand das Schloss verlassen hatte und nun von seinen Kumpanen ferngehalten wird. Zampa erklärt ihm seinen Plan, Camille zu heiraten, um sich ihr Vermögen zu sichern. Die Korsaren kommen in den Saal, und die Tische werden von den Schlossbedienten gedeckt. Sie stoßen auf Zampas Gesundheit an und feiern ausgelassen. Da erblickt Daniel die Statue Alices und liest deren Inschrift. Er erinnert Zampa an seine Vergangenheit und warnt ihn vor einer erneuten Ehe. Zampa jedoch verhöhnt die Statue, indem er ihr einen Ring ansteckt. Als er ihn wieder abziehen möchte, schließt sich die Hand der Statue und droht ihm. Die Piraten sind erschrocken. Lediglich Zampa ist unbesorgt und hält die Erscheinung für Auswirkungen des Weins. Aber auch sein zweiter Versuch, den Ring an sich zu nehmen, endet mit einer Drohung der Statue.

### Zweiter Akt

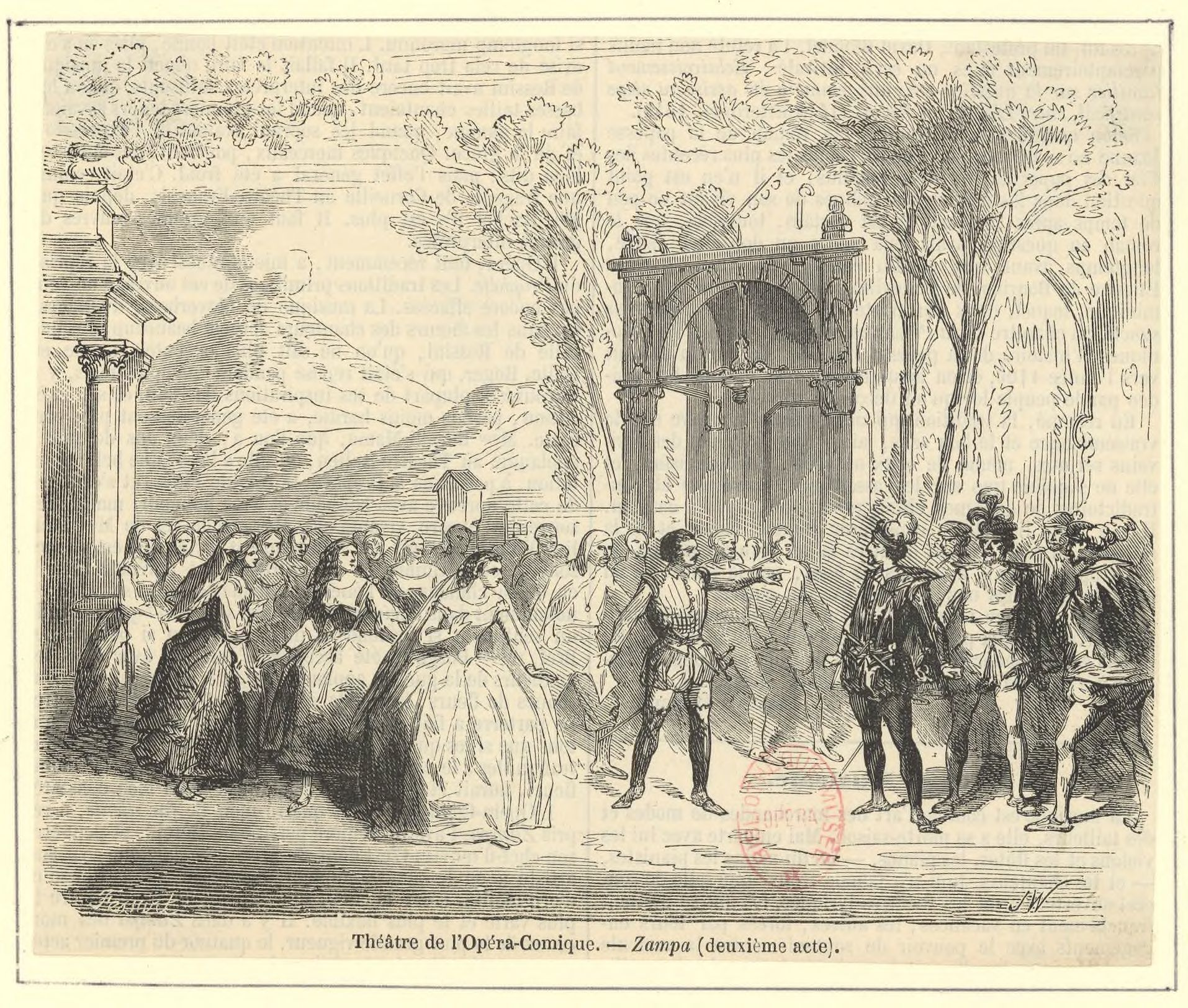
Szene aus dem zweiten Akt

Der zweite Akt spielt an der Meeresküste. Auf der linken Seite sind Berge zu sehen. Dorthin führt auch ein Weg zum Schloss Lugano. Rechts befindet sich eine Kapelle, davor ein halb verfallenes Grab und links daneben eine Madonna. Während aus der Kapelle Gesang erklingt, tritt Zampa auf und besingt seine vielen weiblichen Eroberungen. Der besorgte Daniel kommt hinzu und warnt davor, dass seine Flucht aus dem Gefängnis inzwischen bemerkt wurde und die Truppen auf dem Weg seien. Zampa ist unbeeindruckt. Camille hat inzwischen widerstrebend seinem Antrag zugestimmt. Nun will er die Hochzeit beschleunigen und geht zurück zum Schloss, um die weiteren Vorbereitungen zu treffen.
Ritta macht sich Gedanken über das Geschehene. Sie versteht nicht, warum der Graf nicht zurückgekehrt ist und warum Camille plötzlich mit einer anderen Ehe einverstanden ist. Deshalb möchte sie das Vertrauen eines der Piraten gewinnen, um ihn auszuhorchen. Bei der Kapelle trifft sie auf Daniel. Sie ist freudig überrascht, ihren totgeglaubten Mann lebendig wiederzusehen. Daniel dagegen ist weniger begeistert. Er war froh, sie los zu sein und verleugnet seine Identität. Als Dandolo hinzukommt, neckt Ritta Daniel damit, dass sie in ihm einen neuen Geliebten gefunden habe. Dandolo spielt mit, da er sich selbst Hoffnungen auf Ritta macht. Daniel kann das nicht lange mitansehen. Um der Szene ein Ende zu bereiten, zwingt er Dandolo, mit ihm fortzugehen. Ritta ist verwundert über das Verhalten der beiden. Sie erhofft sich Aufklärung von dem gerade ankommenden Alphonse. Er hat sich inzwischen aus der Hand der Piraten befreien können und auch von dem neuen Bräutigam Camilles erfahren. Diese tritt mit einigen anderen Frauen aus der Kapelle und wird von Alphonse zur Rede gestellt. Aus Angst um ihren Vater kann sie ihm noch nicht die Wahrheit sagen und bittet ihn lediglich, die Trennung zu akzeptieren. Sie folgt Ritta und den Frauen zum Schloss.
Dandolo kommt zurück. In Gedanken ist er noch mit Daniel und Ritta beschäftigt, deren Verhalten er sich nicht erklären kann. Auch Alphonse denkt noch an Camille, und so reden beide zunächst aneinander vorbei. Dandolo erzählt Alphonse schließlich, dass Pietro, einer der Piraten, mit einer Botschaft nach Messina geschickt wurde. Diese will Alphonse abfangen, um ein Mittel gegen Zampa in die Hand zu bekommen. Dandolo soll daher zu Alphonses Regiment eilen, um Pietro festzunehmen. Da sich bereits das Volk für die Trauung versammelt, tritt Alphonse in die Kapelle. Unter Glockengeläut tritt Zampa auf. Fischer und Landleute besingen tanzend die bevorstehende Hochzeit, während Daniel die traurige Camille herbeiführt. In diesem Augenblick verfinstert sich die Bühne etwas. Alices Statue steigt aus dem Grab neben der Kapelle und zeigt Zampa den Ring, der sich immer noch an ihrem Finger befindet. Dann versinkt sie wieder in das Grab, das sich langsam schließt. Einzig Zampa hat die Erscheinung bemerkt. Er erbleicht. Dennoch will er die Hochzeit nicht verschieben. Er reicht Camille die Hand, um sie in die Kapelle zu führen. Da öffnet sich deren Pforte, und Alphonse tritt heraus. Bevor er seinen Rivalen zum Kampf herausfordern kann, erkennt er jedoch in ihm seinen Bruder, den Piraten Zampa. Obwohl die anwesenden Korsaren derzeit unbewaffnet sind, fühlt sich Zampa noch keineswegs geschlagen. Aber da kommt auch Dandolo mit den Soldaten hinzu und bringt Alphonse den abgefangenen Brief. In diesem erklärt der Vizekönig, dass Zampa begnadigt wurde, um im Krieg gegen die Türken zu kämpfen. Während Zampa triumphiert und sich vom Volk feiern lässt, zerbricht Alphonse empört seinen Degen. Da Zampa immer noch ihren Vater gefangenhält, kann Camille auch die Hochzeit nicht verhindern. Die Pforten der Kapelle öffnen sich. Im Inneren warten bereits der Bischof, der Priester und die Chorknaben. Alle knien nieder. Unter Orgelklängen steigen Zampa und Camille die Stufen zur Kapelle hinauf.

### Dritter Akt
Nach der Hochzeit ist Camille allein in ihrem Zimmer. Neben dem Bett befindet sich eine Madonna. Im Hintergrund führt ein Stoffvorhang zu einer Betkammer. Auf der linken Seite ist ein Balkonfenster. Während sie an ihren Geliebten Alphonse denkt, bringt dieser ihr von draußen ein Ständchen dar. Anschließend steigt er über den Balkon durch das Fenster in den Raum. Er hat inzwischen erfahren, warum Camille Zampa geheiratet hat. Um Camille zu befreien, hat er diesen bereits zum Duell gefordert – was Zampa aber ablehnte. Nun bleibt nur noch die Flucht. Camille will jedoch ihren Hochzeitsschwur halten. Sie vertraut darauf, dass Zampa ihr versprochen hat, ihr ihre erste Bitte zu gewähren. Das Stelldichein wird durch Zampas Ankunft unterbrochen. Camille zieht sich in ihre Betkammer zurück, und Alphonse versteckt sich auf dem Balkon. Von draußen erklingt eine von Zampa organisierte Serenade. Dieser tritt zusammen mit Daniel ins Zimmer. Daniel ist die ganze Angelegenheit nicht geheuer. Aus Angst vor der Marmorstatue Alices hat er diese zerstören und ins Meer werfen lassen, aber seitdem scheint dieses zu zürnen, und auch der Ätna wirft Flammen aus. Da er sich inzwischen mit seiner Frau Ritta versöhnt hat, will er nun wieder mit ihr zusammenleben. Er bittet Zampa daher um seinen Abschied und verlässt den Raum.
Camille kommt aus ihrer Kammer und fordert Zampa auf, sein Versprechen einzulösen. Sie erbittet von ihm die Erlaubnis, den Rest ihrer Tage im Kloster der Heiligen Agnes verbringen zu dürfen. Zampa lehnt dies ab. Alphonse, der das aus seinem Versteck angehört hat, ist empört. Als auch Camilles Flehen Zampa nicht umstimmen kann, betet sie zu Gott, ihr Kraft zu geben und droht Zampa mit, sich selbst zu töten. Da nennt er ihr seinen wahren Namen: er ist der Graf von Monza, der Bruder Alphonses. Dieser tritt voller Abscheu mit gezücktem Dolch aus seinem Versteck, wird jedoch von den herbeieilenden Korsaren festgenommen und von Zampa zum Tode verurteilt. Er hat Alphonse nicht als seinen Bruder erkannt. Camille ist halb ohnmächtig in den Sessel gesunken. Zampa versucht, sie zu besänftigen, aber Camille lässt sich nicht beruhigen. Ihren Wunsch, ins Kloster zu gehen, verweigert er weiterhin. Als er ihr seine echte Liebe erklärt, wirft sie ihm die Schuld am Tod Alices vor. In ihrer Verzweiflung greift sie nach der Madonna und fleht um Hilfe. Da bewegt sich der Vorhang zur Betkammer wie durch einen Windstoß. Die Lampen verlöschen. Camille verschwindet, und an ihrer Stelle erscheint die Marmorstatue Alices, die Zampas Hand ergreift. Blitze durchleuchten das Zimmer. Zampa zieht seinen Dolch, aber er zerbricht am harten Stein. Mit einem Donnerschlag versinkt die Statue und zieht Zampa mit sich in die Tiefe. Gleichzeitig erschreckt sich das Volk über einen Ausbruch des Ätna.
Die Szene verwandelt sich. Am Meeresufer steht die Marmorstatue Alices mit lichtumstrahltem Haupt. Das Volk liegt ihr zugewendet auf den Knien. Eine Barke nähert sich. Camilles Vater tritt an Land und wird freudig von ihr und Alphonse begrüßt.

## Gestaltung
Hérold hatte 1815 in Wien Mozarts Oper Don Giovanni kennengelernt und seine Überlegungen darüber in einem Heft festgehalten. Die Verwandtschaft Zampas mit der Titelrolle dieser Oper ist unverkennbar. Die Tonsprache erinnert durch ihren melodischen Reichtum und die sorgfältige Instrumentierung gelegentlich an Gioachino Rossini oder Carl Maria von Weber, wirkt jedoch in ihrer Eleganz und maßvollen Gestaltung gleichzeitig sehr französisch.
Die Heldentenor-Partie des Zampa wirkt äußerst eindrucksvoll, sofern sie von einem entsprechend fähigen Sänger gestaltet wird. Die Oper enthält viele gelungene Ensemble-Nummern, unter denen insbesondere das Quartett bei Zampas erstem Auftritt, das Erschrecken der Piraten am Ende des ersten Aktes, die Liebesduette von Alphonse und Camille sowie das Schlussterzett zu nennen sind.

### Instrumentation
Die Orchesterbesetzung der Oper enthält die folgenden Instrumente:
- Holzbläser: zwei Flöten (2. auch Piccolo), zwei Oboen, zwei Klarinetten, zwei Fagotte
- Blechbläser: vier Hörner, zwei Trompeten, drei Posaunen, Ophikleide
- Pauken, Schlagzeug: Große Trommel, Becken, Kleine Trommel, Triangel, Glocke
- Harfe
- Streicher
- Bühnenmusik: zwei Klarinetten, zwei Fagotte, zwei Hörner, Trompete, Harfe, Orgel ad libitum

## Werkgeschichte
Zampa gehört zu den bekannteren Werken Hérolds. Mit ihrer Uraufführung wurde am 3. Mai 1831 die Pariser Opéra-Comique unter dem neuen Direktor Émile Lubbert wiedereröffnet. Die musikalische Leitung hatte Henri-Justin-Armand-Joseph Valentino, Regie führte Louis-Jacques Solomé, die Choreographie stammte von Maurice Lefèvre, und das Bühnenbild von Julien Michel Gué. Es sangen Jean Baptiste Chollet (Zampa), Alphonsine-Virginie-Marie Dubois „Mlle. Casimir“ (Camille), Marie-Julienne Boulanger (Ritta), Théodore-François Moreau-Sainti (Alphonse), Louis Féréol (Daniel) und Marcel Jean Antoine Juliet (Dandolo).

Sänger der Uraufführung von 1831
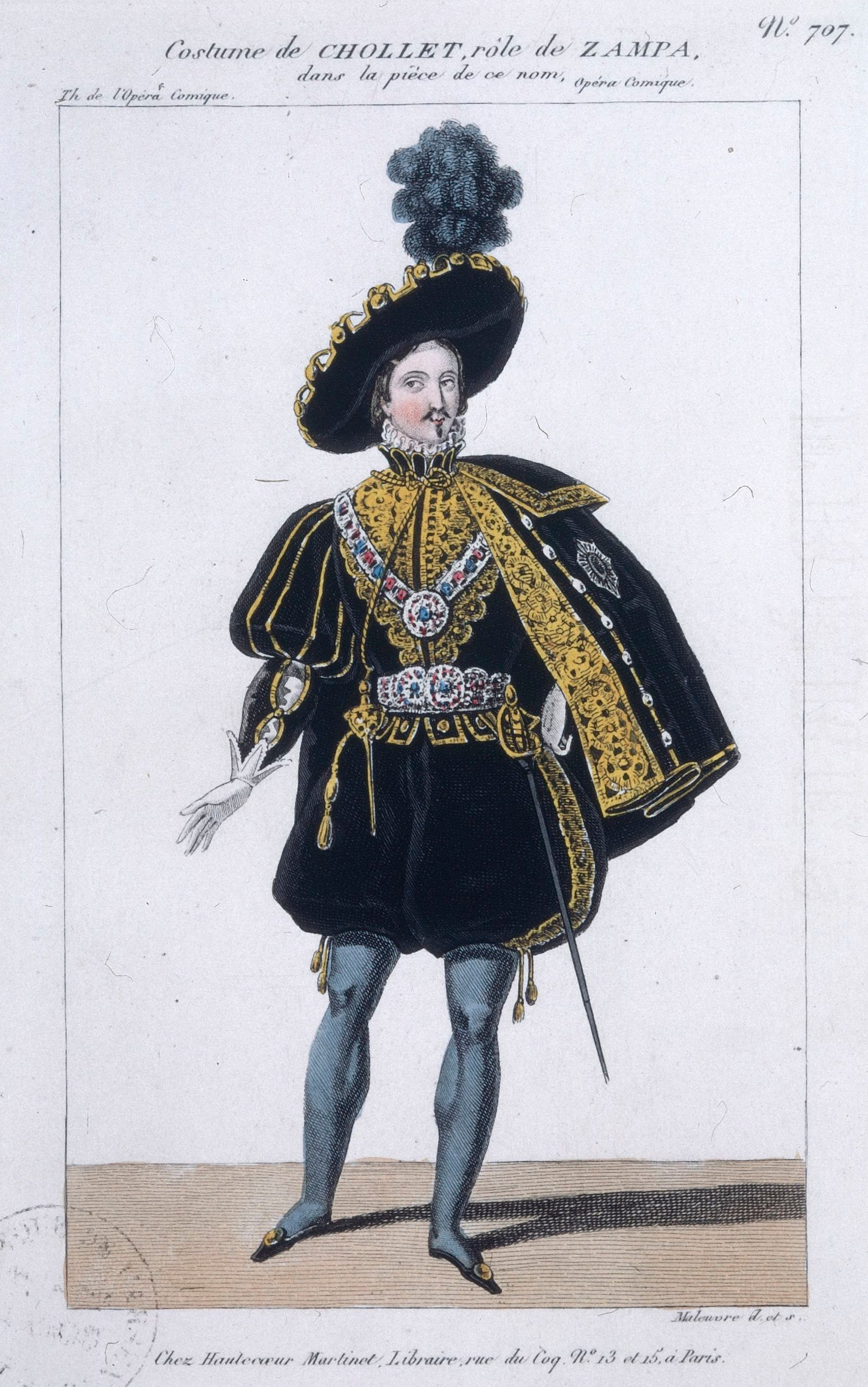
Jean Baptiste Chollet (Zampa)
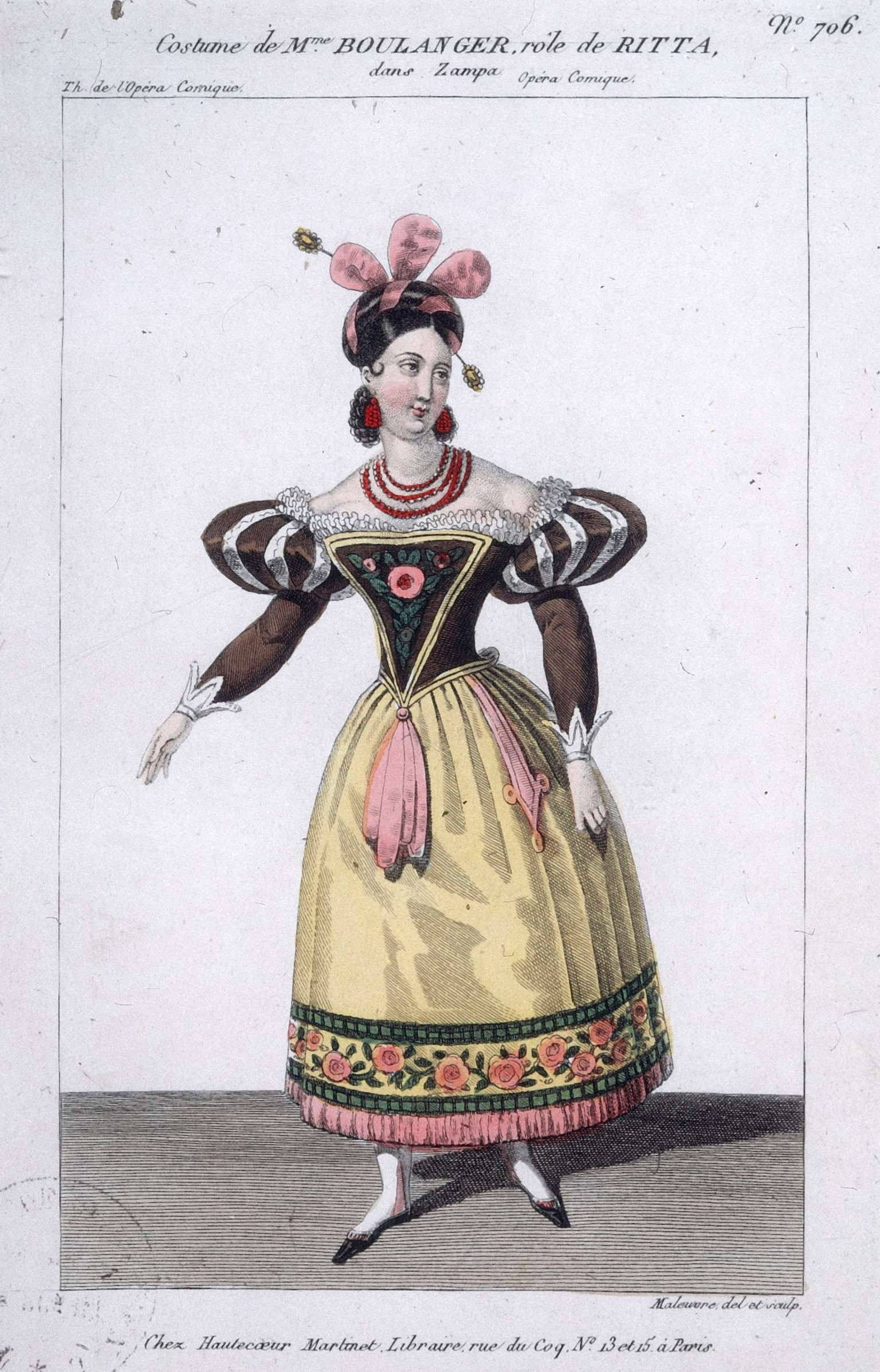
Marie-Julienne Boulanger (Ritta)

Die Aufführung war ein sensationeller Erfolg, und das Werk wurde bis 1913 an der Opéra-Comique 689 Mal gespielt. Es fand im 19. Jahrhundert besonders in Frankreich, Italien und Deutschland starken Anklang. Hérolds Komponistenkollegen Hector Berlioz und Richard Wagner schätzten sie jedoch nicht. Die Ouvertüre wird immer noch relativ häufig gespielt. 1993 wurde die Oper unter der Leitung von Yves Abel an der Wexford Festival Opera und 2005 unter Herbert Gietzen im Stadttheater Gießen wieder aufgeführt. 2008 kam es unter William Christie zu einer Neuproduktion an der Opéra-Comique in Paris.
1833 wurde die Titelrolle für eine Londoner Aufführung im King’s Theatre für einen Bariton transponiert. Bei Aufführungen in Italien wurden die ursprünglich gesprochenen Dialoge üblicherweise durch italienischsprachige Rezitative ersetzt.
Bereits 1832 schuf Johann Nestroy eine Parodie des Librettos unter dem Namen Zampa der Tagdieb.